# Al-Mukhtara
Al-Mukhtara fou la capital de l'efímer estat dels Zandj que va operar al Khuzistan i baix Iraq del 869 al 883.
El primer campament dels zandjs fou a Furat al-Basra a un lloc anomenat Bir Nakhl. Després es va construir un segon campament al canal Maymun on l'accés estava ple de piques amb els caps dels enemics. Finalment es va fer un tercer campament que estava entre el canal Abu Kurra i el canal al-Hadjir, on el cap dels rebels Ali ibn Muhammad va fer construir algunes cabanes.
Posteriorment els rebels van començar a construir tres poblacions: al-Mania (la ben defensada), al-Mansura (la victoriosa), les dues al nord-oest de Bàssora, i al-Mukhtara (L'escollida) al sud-est de la ciutat. La primera (de Sulayman ibn Musa al-Sharani) estava al canal de Baratik. La segona (de Sulayman ibn Djam) estava a Tahitha. Les dues estaven fortificades i devien ser bastant grans perquè de la primera es diu que hi havia 5000 dones i infants presoners i a la segona el doble; podrien ser fortaleses al costat de poblacions ja existents.
La tercera, al-Mukhara, fou construïda totalment pels rebels, sense cap població a la vora; la construcció es va iniciar el juny/juliol del 870 en un lloc escollit per ser gairebé inaccessible. El seu nom inicial hauria estat Muaskar al-Iman (Camp de l'Imam); estava a les dues ribes del canal Abu l-Khasib, afluent occidental del Tigris, i protegida per altres canals defensats per ponts, cadenes, etc. Hi havia el palau del cap Muhammad ibn Ali a la part occidental, amb una porta portada de Bàssora; prop del palau hi havia les cases dels principals oficials com Ibn Saman, Sulayman ibn Djami, Ankalay, al-Kalus i al-Djubba; també propera era la catedral -mesquita, la presó i els mercats al-Maymuna i al-Husayn. A la part oriental també hi havia algunes cases de notables zandjs, el mercat al-Mubaraka, el mercat del bestiar i una altra presó. Hi havia edificis administratius, un taller per encunyar moneda, mesquites i altres edificis.
La ciutat fou destruïda per les tropes abbàssides que la van conquerir i els seus restes eliminats pels canvis dels curs dels rius.